# Wawrzyniec Szpunar
Wawrzyniec Szpunar – poseł do Sejmu Krajowego Galicji I kadencji (1861–1867), włościanin ze Dembicy w powiecie Łańcut.
Wybrany do Sejmu Krajowego w IV kurii obwodu Rzeszów, z okręgu wyborczego nr 58 Łańcut-Przeworsk. 